# Vladímir Ieixinov
Vladímir Ieixinov (rus: Владимир Николаевич Ешинов)  (Kírixi, 18 de febrer de 1949 - 29 de juliol de 2024) va ser un remer rus que va competir sota bandera de la Unió Soviètica durant les dècades de 1960 i 1970.
El 1972 va prendre part en els Jocs Olímpics d'Estiu de Múnic, on fou cinquè en la prova del dos amb timoner del programa de rem. Quatre anys més tard, als Jocs de Mont-real, guanyà la medalla d'or en la prova del quatre amb timoner. Formà equip amb Nikolai Ivanov, Mikhail Kuznetsov, Alexandr Klepikov i Alexandr Lukianov.
En el seu palmarès també destaquen quatre medalles al Campionat del Món de rem, d'or el 1974 i 1975, de plata el 1977 i de bronze el 1970. Al Campionat d'Europa de rem guanyà tres medalles, d'or al de 1973, de plata al de 1969 i de bronze al de 1971. Entre 1970 i 1977 guanyà nombrosos campionats nacionals.